# トーシン PRESENTS 不死鳥伝説
トーシン PRESENTS 不死鳥伝説（トーシン プレゼンツ ふしちょうでんせつ）は、2007年4月2日から同年9月24日まで半年間に渡りTBSラジオで放送されていたラジオ番組。トーシンパートナーズの一社提供による冠スポンサー番組。スポンサー名などを外し単に「不死鳥伝説」と表記する場合もあった。

## 概要
TBS（東京放送）アナウンサーの松下賢次と取材で交友のあるスポーツ選手、監督やコーチとの対談番組。初回のゲストは福岡ソフトバンクホークス監督の王貞治だった。

## 放送時間
- 毎週月曜日 18:15 - 18:25[2][3][4][5]